# San Damiano d'Asti
San Damiano d'Asti is een gemeente in de Italiaanse provincie Asti (regio Piëmont) en telt 8024 inwoners (31-12-2004). De oppervlakte bedraagt 48,0 km², de bevolkingsdichtheid is 167 inwoners per km².
De volgende frazioni maken deel uit van de gemeente: Lavezzole, San Luigi, San Grato, San Giulio, San Pietro, Gorzano, Verneglio, Valmolina, Vascagliana, Torrazzo.

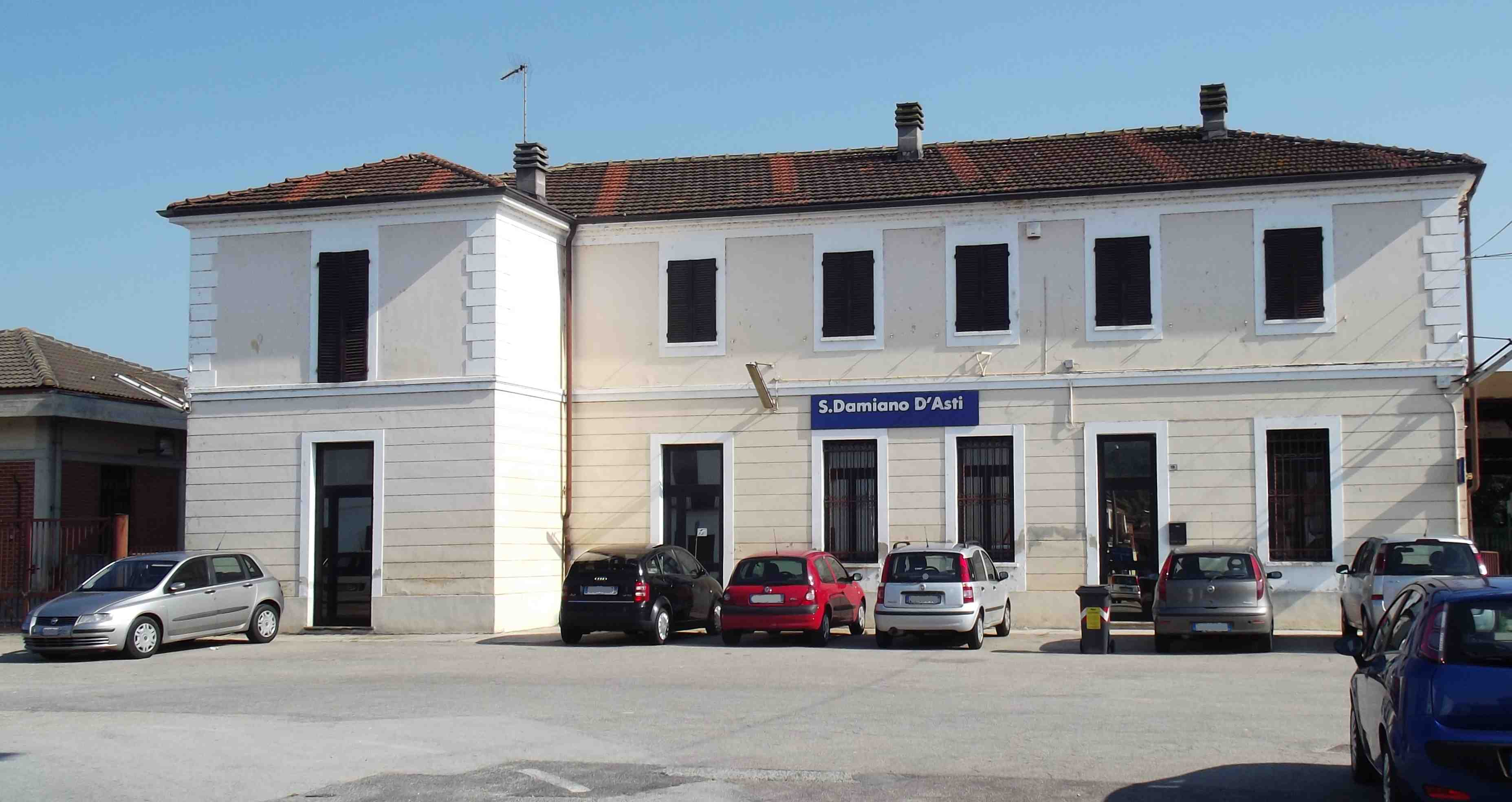
Station
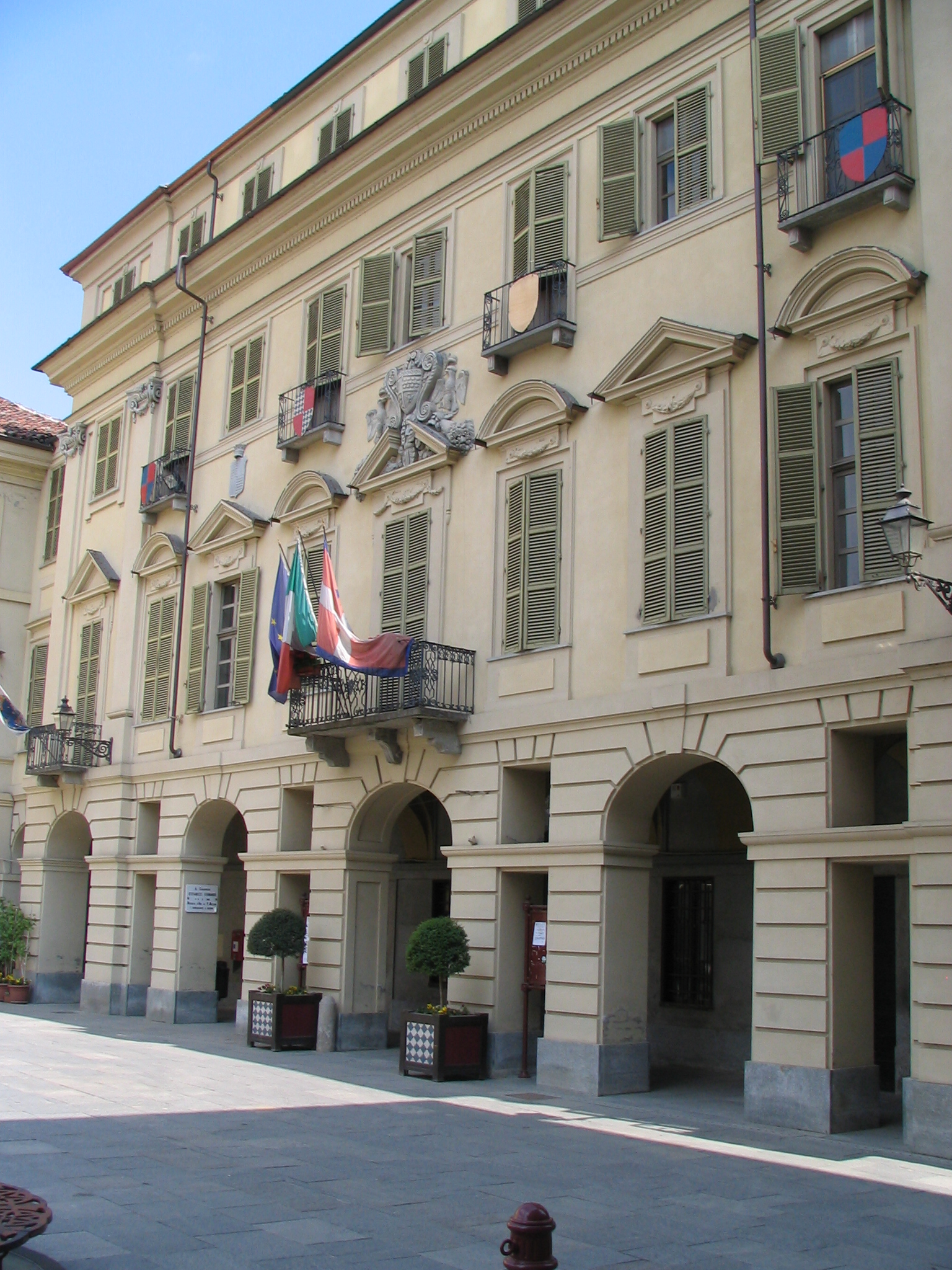
Gemeentehuis

## Demografie
San Damiano d'Asti telt ongeveer 3206 huishoudens. Het aantal inwoners steeg in de periode 1991-2001 met 4,9% volgens cijfers uit de tienjaarlijkse volkstellingen van ISTAT.
| Jaar | Inwoneraantal |
| ---- | ------------- |
| 1991 | 7263          |
| 2001 | 7622          |

## Geografie
De gemeente ligt op ongeveer 179 m boven zeeniveau.
San Damiano d'Asti grenst aan de volgende gemeenten: Antignano, Asti, Canale (CN), Cantarana, Celle Enomondo, Cisterna d'Asti, Ferrere, Govone (CN), Priocca (CN), San Martino Alfieri, Tigliole.

## Geboren
- Giuseppe Gamba (1857-1929), geestelijke en kardinaal